# Vani Hari
Vani Deva Hari, née le 22 mars 1979, notamment connue comme blogueuse sous le nom de Food Babe, est une auteure américaine d'origine indienne, qui milite pour une alimentation moins transformée et sans OGM et qui critique régulièrement l'industrie alimentaire pour un usage de nombreux adjuvants et additifs chimiques potentiellement mauvais pour la santé et/ou contribuant à l'obésité en rendant certain aliments très riches et sucre et/ou en graisse addictifs.
Elle lance le blog Food Babe en 2011 qui reçoit plus de 54 millions de vues en 2014.
Elle figure parmi les auteurs de best-sellers recensés par le New York Times. Des entreprises telles que Chick-fil-A et Kraft,, auraient changé ou reconsidéré les ingrédients de leurs produits à la suite des campagnes de Vani Hari.
Ses détracteurs critiquent ses propos sur l'industrie agroalimentaire, les pesticides, les OGM et sur la sécurité alimentaire comme mal informés ou relevant d'une pseudoscience,, et d'une chimiophobie, d'autres attirant l'attention sur ses intérêts financiers quand elle promeut et commercialise des aliments naturels,,.

## Éléments de biographie
Né à Charlotte, en Caroline du Nord, de parents immigrés indiens du Pendjab, en Inde, V. Hari fréquente d'abord l'Université de Géorgie avant d'être transféré à l'Université de Caroline du Nord à Charlotte. Munie en 2001 d'un diplôme en informatique, elle devient consultante en gestion pour Accenture.
Au début de la vingtaine, elle est hospitalisée pour une appendicite,, ce qui l'incite à s'intéresser aux sujets de santé et de nutrition. Elle crée le blog Food Babe en 2011 et quitte Accenture en 2012 pour se consacrer à l'activisme et aux blogs, ainsi qu'à la commercialisation de produits diététiques et autres. En 2014, son blog est vu plus de 54 millions de fois,, ; et elle a plus de 97 000 followers sur Twitter, et sa page Facebook officielle a plus d'un million de likes. Elle parle parfois de ses followers et supporters comme d'une "Food Babe Army",.
Hari publie plusieurs livres, et un guide alimentaire avec des plans de repas. Elle promeut des produits qui lui font toucher des commissions d'affiliation,,. Elle lance aussi sa propre gamme de suppléments, sous la marque Truvani.
Ses détracteurs soutiennent que la controverse qu'elle suscite par son activisme en ligne stimule ses ventes via son site.

### Activisme

#### Ingrédients des sandwichsChick-fil-A
En 2011, Vani Hari publie un article sur les ingrédients des sandwichs Chick-fil-A, qu'elle qualifie de nocifs. Chick-fil-A lui répond en mai 2012, en l'invitant à son siège à Atlanta pour discuter de ses préoccupations. Dans le cadre de sa politique de qualité, Chick-fil-A annonce fin 2013 supprimer les colorants, le sirop de maïs et le TBHQ de ses produits.
Chick-fil-A annonce aussi un plan visant à n'utiliser que des poulets élevés sans antibiotiques au cours des 5 prochaines années.

#### Etiqueter les aliments issus d'OGM comme tels
Vani Hari déclare que le président Barack Obama n'a pas tenu une promesse de sa campagne présidentielle de 2008 qui était d'imposer l'étiquetage des aliments génétiquement modifiés (OGM).
Lors de la Convention nationale démocrate de 2012, à laquelle elle assiste en tant que déléguée élue, Hari s'assoit au sol devant le premier rang de la convention en tenant ostensiblement une pancarte indiquant "Labellisez les OGM !" lors du discours du secrétaire à l'Agriculture Tom Vilsack.
En 2012, Vani Hari publie un article de blog concernant Chipotle Mexican Grill (chaîne de restauration rapide haut de gamme américaine, spécialisée dans la cuisine tex-mex) ; elle y décrit sa quête pour obtenir des réponses claires sur ce que l'entreprise utilise dans ses produits alimentaires, en écrivant : « La plupart de leur nourriture était contaminée par de l'huile de cuisson issue de plantes génétiquement modifiées, de l'huile de maïs, et ils utilisaient des ingrédients génétiquement modifiés dans leurs tortillas. Même dans les haricots noirs, il y avait de l'huile de soja OGM. Vous ne pouviez même pas commander végétarien et l'éviter. C'était vraiment dommage. Ensuite, quand j'ai vu l'emballage de leurs tortillas à la farine, il était écrit qu'ils utilisaient des gras trans. C'est fou ».
Après cet article, Chipotle organise une réunion avec Hari ; elle les y exhorte à publier publiquement leurs ingrédients. En mars 2013, le directeur des communications de Chipotle envoie un courrier à Hari avec un lien vers une nouvelle page sur le site Web de Chipotle où figurent  les ingrédients de tous ses produits, ainsi qu'une déclaration sur la barre latérale : « Notre objectif est d'éliminer les OGM des ingrédients de Chipotle, et nous travaillons dur pour relever ce défi »,. En avril 2015, Chipotle donne suite à son engagement de supprimer les ingrédients GM de ses aliments, devenant la première chaîne de restaurants nationale à n'utiliser que des ingrédients sans OGM.

#### Pour l'arrêt de l'utilisation deTartrazinescomme colorants alimentaires
En mars 2013, Vani Hari publie sa première pétition sur Change.org demandant à Kraft Foods de retirer les colorants alimentaires FD&C jaune #5 et FD&C jaune #6 de leur Mac & Cheese. Le 1er avril, elle apporte au siège de Kraft à Chicago une pétition avec plus de 270 000 signatures et rencontre des dirigeants de l'entreprise.
Après cette rencontre, Kraft déclaré à ABC News « ne pas avoir l'intention de modifier la recette du macaroni au fromage original » et « ... la sécurité et la qualité de nos produits sont notre priorité absolue et nous prenons en compte les préoccupations des consommateurs très sérieusement. Nous respectons scrupuleusement les lois et réglementations des pays où nos produits sont vendus ». V. Hari répond : « Les gens ont essayé de pétitionner la FDA à maintes reprises et cela n'a pas fonctionné. La meilleure façon de créer un changement est de tenir les entreprises alimentaires responsables », ajoutant qu'alors que les colorants sont encore légaux aux États-Unis, Kraft utilise une formule différente au Royaume-Uni sans colorants artificiels. Fin octobre 2013, la pétition compte environ 348 000 signatures.
En octobre 2013, Kraft annonce modifier les ingrédients de trois de ses produits Mac & Cheese destinés aux enfants, en utilisant des grains entiers, moins de sel et de certaines graisses et en modifiant la coloration. Hari revendique le mérite des changements bien que selon Kraft ces changements ne sont pas une réponse à la pétition, mais plutôt issus d'une stratégie d'amélioration continue de la qualité de l'offre nutritionnelle, qui nécessite plusieurs années à planifier et à mettre en œuvre,. En avril 2015, Kraft annonce la suppression des colorants artificiels et les conservateurs artificiels de tous ses produits Mac & Cheese avant 2016,.

#### Pour l'abandon du «colorant caramel au sulfite d'ammonium» (Classe IV) E150d
En 2013 également, Hari s'attaque au Colorant caramel dit « de classe IV » dans la Newcastle Brown Ale, faisant pression sur eux pour l'abandon de cet ingrédient, qui, comme le colorant E150c contient du 4-MEI classé « peut-être cancérogène » (2B) depuis 2011 par le Centre international de recherche sur le cancer (CIRC). L'Autorité européenne de sécurité des aliments (EFSA) estime (2016) que « les caramels alimentaires autorisés dans l'Union Européenne ne sont ni génotoxiques ni cancérogènes » mais recommande de poursuivre les efforts pour « maintenir un niveau d’exposition des consommateurs aux sous-produits de ces caramels colorants aussi bas que possible ».
En janvier 2015, Heineken annonce qu'elle cessera d'ajouter ce colorant à sa Newcastle Brown Ale et la colorera plutôt naturellement avec le même malt torréfié qu'auparavant. L'annonce de Heineken est faite juste avant la sortie de son livre, The Food Babe Way, qui contient un chapitre sur les ingrédients — dont le colorant caramel — de certaines bières, vins et liqueurs.

#### Pour l'arrêt de l'utilisation d'azodicarbonamidepar Subway
En février2014, Hari lance sur son site une pétition demandant à Subway de retirer l'azodicarbonamide (agent de blanchiment de la farine et  conditionneur de pâte réputé sans danger) de son pain à sandwich. La pétition recueille plus de 50 000 signatures en 24 heures Subway annonce ensuite un plan de suppression de l'ingrédient de tous ses pains à sandwich, processus qui a commencé avant cette campagne,.
Le Center For Science In The Public Interest, qui plaide aussi pour cette réduction, crédite Hari d'avoir attiré l'attention sur ces produits. L'Environmental Working Group (en) (groupe de travail sur l'environnement) soutient également ce retrait de l'azodicarbonamide et exhorte à ne plus l'utiliser. Des experts en sciences alimentaires affirment pour leur part qu'aux niveaux autorisés par la FDA dans le pain, le taux d'azodicarbonamide est trop bas pour poser un risque significatif,,.

#### Pour la divulgation de tous les ingrédients de la bière industrielle
En juin 2014, Vani Hari lance une autre pétition, demandant cette fois aux principaux brasseurs des États-Unis de publier tous les ingrédients de leurs produits (ce que les brasseurs américains ne sont pas tenus de faire). Elle attire notamment l'attention sur les brasseurs commerciaux utilisant « des vessies natatoires de poisson » sans divulguer cet ingrédient. NPR cite cela comme un exemple d'utilisation de l'alarmisme, accusant Vani Hari de manquer de connaissances sur la bière, car l'isinglass, une forme de collagène dérivé de vessies natatoires de poisson, est utilisé comme agent de collage naturel dans des aliments et boissons depuis des siècles, et surtout dans la bière en fût, et non dans les bières brassées en cuve (normalement clarifiées par filtration). Le lendemain de la publication de cette pétition, Anheuser-Busch et MillerCoors publient les ingrédients de bon nombre de leurs produits. La publication commerciale Beer Marketer's Insights qualifie la pétition de Hari de « tentative de semer la peur au nom du plaidoyer ». Hari répond qu'elle connait l'utilisation historique de l'isinglass mais voulait ici attirer l'attention sur le déficit d'information sur l'étiquetage, à l'égard notamment des végétaliens et végétariens non informés de cet usage. En octobre 2015, Guinness annonce stopper l'utilisation de l'isinglass dans son processus de raffinage pour que sa bière soit reconnue végane.

#### Pour la divulgation de tous les ingrédients de deux produits de Starbucks
En août 2014, Vani Hari accuse cette fois Starbucks de ne pas divulguer certains de ses ingrédients sur ses étiquettes ni même en ligne. Elle reproche à l'entreprise d'utiliser le colorant caramel de classe IV suspecté d'être cancérigène, et le fait qu'il n'y a en réalité pas de citrouille dans le Pumpkin Spice Latte (en).
À l'automne 2015, Starbucks met sur le marché un Pumpkin Spice Latte reformulé avec de la vraie citrouille et sans colorant "caramel".
Hari s'attribue le mérite de ce changement, affirmant avoir envoyé un e-mail par mois pour encourager l'entreprise en cela.

#### Pour la suppression de l'utilisation de butylhydroxytoluène (BHT) chez General Mills et Kellogg's
Le 5 février 2015, Vani Hari lance une pétition demandant à General Mills et Kellogg's de supprimer le conservateur hydroxytoluène butylé (BHT) de leurs céréales.
Cette molécule du groupe des antioxydants phénoliques synthétiques (APS), mise au point au milieu des années 1950, a une toxicité connue depuis au moins le milieu des années 1990, qui s'est montrée toxique pour le rein et les poumons chez la souris, et dont des métabolites (quinone methides ou QMs) connues pour induire la formation de tumeurs.
Il est très utilisé dans les produits à base de céréales aux États-Unis depuis longtemps. Il doit être répertorié comme un ingrédient sur les étiquettes des aliments, et certaines organisations de protection des consommateurs tel l'Environmental Working Group conseillent aux gens de l'éviter dans la mesure du possible. En Europe les céréales de General Mills et Kellogg's ne contiennent déjà plus cet additif. La pétition reçoit plus de 30 000 signatures en 24 heures.
Le 5 février 2015, General Mills annonce par communiqué qu'il retirera le BHT de ses céréales, précisant : « Ce changement n'est pas fait pour des raisons de sécurité, mais car nous pensons que les consommateurs l'adopteront. Nous n'avons jamais parlé avec Vani Hari et elle n'a joué aucun rôle dans notre décision », et « … notre retrait du BHT des céréales est en bonne voie et engagé depuis plus d'un an ».
Une étude récente montre que le BHT fait partie des conservateurs trouvés en concentrations inattendues dans l'urine humaine.

#### Pour des élevages sans usages systématique d'antibiotiques
En août 2015, alors que l'utilisation systématique d'antibiotiques en élevage est interdite dans l'Union européenne (depuis 2006) et qu'il et prouvé qu'il contribue à la diffusion de l'antibiorésistance et aux maladie nosocomiales, notamment aux États-Unis où cette pratique est répandue. Hari mène campagne avec Natural Resources Defense Council (Conseil de défense des ressources naturelles), les Amis de la Terre, le Center for Food Safety et le US Public Interest Research Group pour que la chaine Subway s'engage à acheter de la viande issue d'élevages s'engageant à ne pas faire d'usage systématique d'antibiotiques, et qu'elles publie un calendrier de mise en œuvre de ce changement,. En octobre 2015, Subway annonce passer au poulet élevé sans antibiotiques en 2016 et à la dinde dans les 2 à 3 ans suivants, et au bœuf et au porc élevés sans antibiotiques systématiques d'ici 2025,

## Réception par le grand public
Sa pétition destinée à Subway reçoit plus de 50 000 signatures dans les 24 premières heures, celle contre Kraft en compte environ 348 000 fin octobre 2013 et son site compte 52 millions de visiteurs en 2014, et plus de 3 millions de visiteurs uniques par mois,.
En mars 2015, Time nomme Vani Hari parmi "Les 30 personnes les plus influentes de l'Internet".

## Livres

### The Food Babe Way (La façon de cuisiner)
Le premier livre de Hari, The Food Babe Way, sort le 10 février 2015, se classe no 4 sur la liste des best-sellers du New York Times dès le 1er mars 2015 dans la section "Conseils, procédures et divers". Il reste sur cette liste durant cinq semaines. Il est aussi classé no 1 pour les ouvrages de non-fiction sur la liste des best-sellers du Wall Street Journal pour la semaine se terminant le 15 février 2015.

### Feeding You Lies (Te nourrir de mensonges)
Ce deuxième livre, Feeding You Lies: How to Unravel the Food Industry's Playbook and Reclaim Your Health, sort en février 2019. Il est classé sur la liste des best-sellers du Wall Street Journal pour la semaine se terminant le 23 février 2019. Le Daily Beast le classe parmi les 12 livres les plus vendus publiés en février 2019.

## Réception
Hari est critiquée, parfois vivement, pour son manque d'exactitude, de cohérence ou pour une présentation exagérée ou biaisée de certaines affirmations.
En tant qu'ancienne consultante en gestion et diplômée en informatique, on l'accuse de n'avoir aucune expertise en nutrition ou en science alimentaire. Elle répond : « Je n'ai jamais prétendu être nutritionniste. Je suis enquêtrice »,. Pour le scientifique horticole Kevin Folta, par manque de formation, Hari interprète souvent mal les résultats de la recherche évalués par des pairs, ainsi que les détails techniques de la chimie alimentaire, la nutrition et la santé. Selon le chimiste Joseph A. Schwarcz : « Il n'est pas difficile de déconstruire ses arguments. La plupart d'entre eux sont si stupides. Son principe de base est la culpabilité par association ».
En décembre 2014, la National Public Radio assimile son activisme à une utilisation de la peur, et un article de Slate (2015) décrit ses écrits comme utilisant une « métonymie malveillante » visant à tromper.
En 2015, Cheryl Wischhover, ancienne infirmière devenue rédactrice et journaliste indépendante sur les thèmes Mode/beauté/santé/fitness, juge, dans le magazine Elle, les tactiques de Hari « manipulatrices », « sournoises » et « polarisantes plutôt que productives », citant des cas de suppression et de non-reconnaissance d'articles antérieurs par Hari, et ajoutant : « Le fait qu'elle ait essayé d'effacer ces histoires me rend méfiante et discrédite tout ce qu'elle a à dire, et c'est ahurissant que d'autres la prennent encore au sérieux ». En 2015 également, se référant à l'ensemble du mouvement promouvant une alimentation plus naturelle (wole food) aux États-Unis, Marion Nestle, professeur de nutrition, d'études alimentaires et de santé publique à l'Université de New York, considère que Hari « donne une mauvaise réputation au mouvement » et qu'elle préfèrerait qu'elle se concentre sur des questions plus importantes,.
Yvette d'Entremont est une Californienne qui a d'abord travaillé comme chimiste analytique pour Global System Technologies, Calloway Labs et Amvac Chemical Corps avant de se reconvertir en vlogeuse sceptique, en 2014, dénonçant les « fausses informations » propagées dans les domaines des médecines alternatives (homéopathie en particulier), de l'alimentation où dans le cadre de la guerre commerciale au sujet des organismes génétiquement modifiés, elle défend les aliments issus d'organismes génétiquement modifiés. Sous les surnoms de Science Babe puis de SciBabe, choisis en opposition à celui de Vani Hari : Food Babe, d'Entremont critique dans Gawker, un manque d'argumentation scientifique derrière les affirmations de Hari,.
Marion Nestle (spécialiste de la nutrition, et autrice de Food Politics en 2002), et auteur d'un blog (Food Politics) explique en 2015 : « la difficulté avec les types de composés auxquels Vani Hari a eu affaire est qu'ils sont présents dans l'apport  alimentaire en très petites quantités, et  il est donc très difficile de tester si les faibles doses sont nocives ou non, donc la science est incertaine, elle est nuancée, il est très difficile d'en parler » (...). « Le souci avec Hari » est qu'elle « transforme ces choses en quelque chose de noir ou blanc - très facile à comprendre pour les gens, mais pas nécessairement exact ». En 2016, Marion Nestle, comme Hari, s'inquiète toutefois dans la revue JAMA de l'« influence de longue date du financement de l'industrie alimentaire sur la recherche en nutrition, les chercheurs et les sociétés professionnelles » qui selon elle menace la crédibilité de la science de la nutrition.
Hari est aussi accusée d'avoir banni ses opposants de ses comptes de médias sociaux de Food Babe LLC, créant ainsi une chambre d'écho,. Des groupes de médias sociaux sont créés contre Vani Hari, dont par des personnes "bannies" par Hari, ; en particulier une page Facebook est consacrée à la critique de Hari, et porte un nom proche de la sienne : Food Science Babe. Cette page relaye notamment des messages minimisant les risques posés par les pesticides (par exemple en faisant le parallèle entre la caféine, un insecticide naturellement produit par diverses plantes et notamment le café, avec les pesticides de synthèse utilisés en agriculture) et des articles du site AgDaily.

### Pseudosciences?
Des scientifiques, lobbyistes de l'industrie alimentaire et d'autres accusent Hari d'avoir relayé des affirmations relevant de pseudoscience,,, ce qui discréditerait ses avis sur les OGM ou les pesticides. Selon Kevin Folta, Hari a « peur de l'engagement scientifique » ; ses campagnes sont motivées par une « intention honnête », mais ont néanmoins pour effet de répandre une certaine désinformation scientifique.
Selon le chimiste canadien Joseph A. Schwarcz, Hari « n'a aucune compréhension de la chimie ou de la science alimentaire » et « sa formation scientifique est inexistante », ; il cite en exemple l'azodicarbonamide, une molécule à laquelle Hari s'oppose ; elle est non-essentielle reconnait Schwarcz, mais sans danger pour une utilisation dans les aliments. En 2015, le sceptique Brian Dunning classe FoodBabe.com au 7e rang sur une liste des "10 pires sites Web antiscience". À la suite de sa campagne sur la bière, le chirurgien David Gorski juge que Hari « colporte de la pseudoscience » en décrivant les produits chimiques utilisés dans la fabrication de la bière comme dangereux,.
Dans The Food Babe Way, Hari déclare : « Il n'y a tout simplement pas de niveau acceptable d'un produit chimique à ingérer, jamais ». Cette citation, relevée par The Atlantic dans sa critique du livre, est longuement et vivement critiquée, dans la presse et par l'OSS ainsi que par l'American Council on Science and Health.

### Trois informations fausses relayées
- En octobre 2011, Hari affirme sur son blog qu'attraper la grippe n'est pas dangereux, mais que se faire vacciner contre la grippe l'est[15], et le lendemain, elle tweete que les vaccins contre la grippe ont été « utilisés comme outil de génocide dans le passé ». Ce tweet est ensuite supprimé[2],[84],[85], et cette affirmation est critiquée comme fausse et dangereuse par l'American Council on Science and Health[83].
- La même année (2011), Hari affirme dans un billet que l'air pompé dans les cabines d'avion n'est pas de l'oxygène pur, mais « mélangé à de l'azote, parfois presque à 50 % » alors que l'air ambiant contient 78 % d'azote. Hari supprime le message, affirmant plus tard qu'il contenait une « erreur involontaire »[70],[86],[87].
- Dans un billet de juillet 2012 (supprimé depuis), Hari cite Masaru Emoto selon qui dans les fours à micro-ondes, les molécules d'eau forment des cristaux ressemblant à des cristaux exposés à des pensées ou à des croyances négatives, comme lorsque l'eau a été exposée à des mots comme Hitler et Satan[88]. « Pure pseudoscience » dénonce le sceptique Steven Novella qui ajoute que « les conclusions de Hari à propos des micro-ondes sont toutes incorrectes et contraires aux preuves scientifiques »[89].

### Intérêts financiers
Dans Bloomberg Businessweek, Duane D. Stanford écrit que Hari a un intérêt financier apparent en générant une controverse afin d'attirer du trafic vers son site Web pour augmenter les ventes d'annonces et inciter les lecteurs à acheter un abonnement à son guide de l'alimentation biologique (présenté par Hari comme sa principale source de revenus).
Les critiques de Hari attirent l'attention sur ses partenariats marketing affiliés avec des marques biologiques et « sans OGM », dont elle profite financièrement quand elle les recommande.
Un article de 2015 dans Skeptical Inquirer détaille les produits que Hari déclare comme contenant des ingrédients toxiques tandis que Hari promeut et reçoit des commissions sur les ventes pour des produits contenant des ingrédients identiques ou similaires. Les allégations de toxicité de Hari sont rejetées par des experts en science et en médecine comme étant incorrectes ou exagérées. Dans le passé, Hari a retiré un produit de son site lorsque l'attention a été attirée sur celui-ci comme contenant des produits chimiques contre lesquels elle s'est prononcée, un gommage corporel appelé Fresh, qui contenait de l'hydroxytoluène butylé (BHT). Cependant, Hari affirme que le BHT n'est pas aussi toxique s'il est appliqué sur la peau que s'il est ingéré.

## Vie privée
Vani Hari est marié à Finley Clarke.